# Jardim Maracá
Jardim Maracá é um bairro no distrito de Capão Redondo[carece de fontes?], na cidade de São Paulo. Sua avenida mais conhecida é a Augusto Cardoso, que é a continuação da Avenida Comendador Antunes dos Santos e termina na rua Serra de Mongaguá, que é sua continuação. No bairro estão localizadas 2 escolas, a Escola Estadual Reverendo Professor Manoel da Silveira Porto Filho e também a Escola Estadual Leopoldo Santana. O bairro é estreitamente residencial e conta com a UBS (Unidade Básica de Saúde) que está localizada na Rua Feres Bechara.[carece de fontes?]